# Famatina
Famatina è una città dell'Argentina, appartenente alla provincia di La Rioja, situata nell'estremo nord della provincia.